# Jean-Paul Huchon

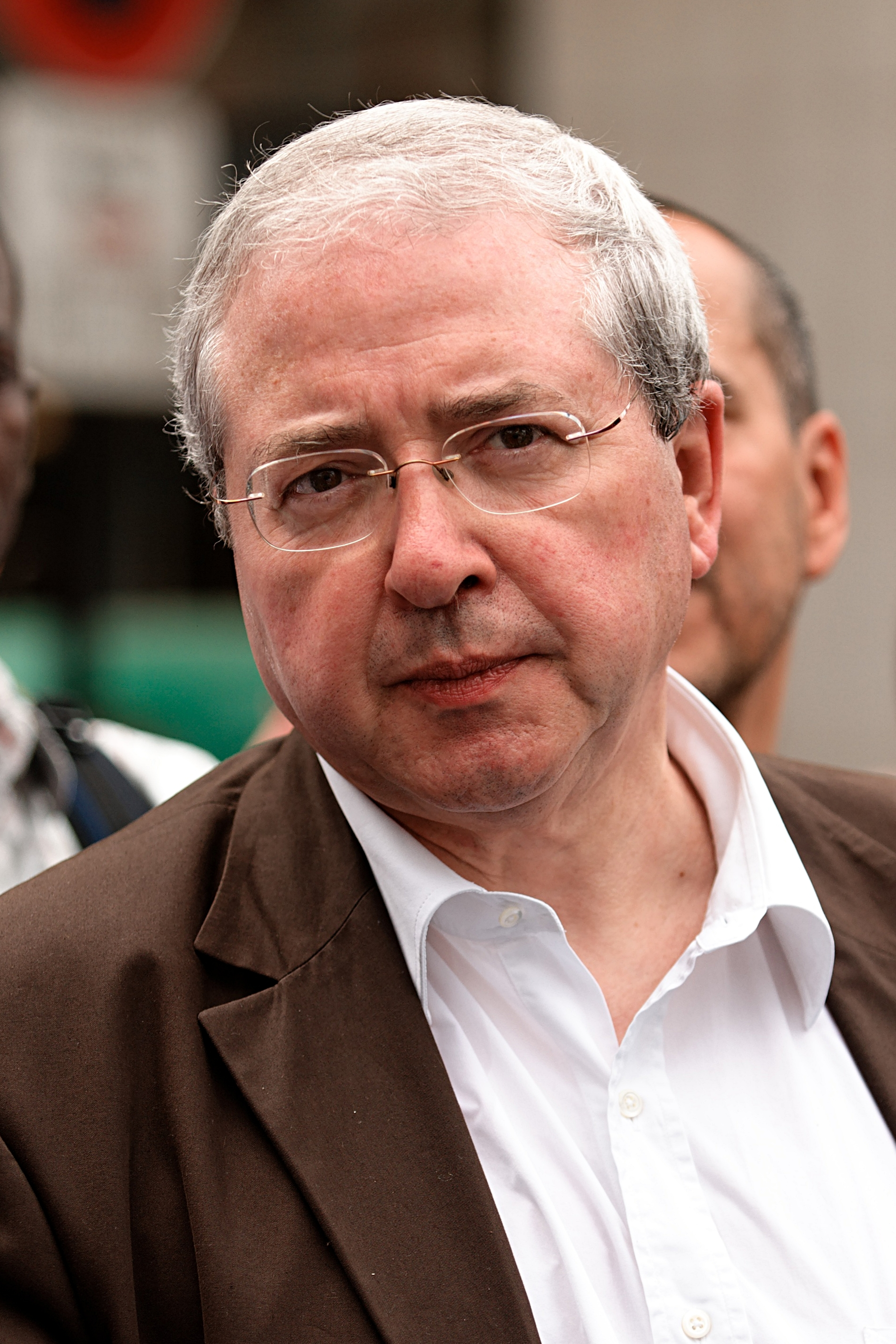
Jean-Paul Huchon (2008)

Jean-Paul Huchon (* 29. Juli 1946 in Paris) ist ein französischer Politiker (PS) und war von 1998 bis 2015 Präsident des Regionalrats der Île de France. Seine Nachfolgerin ist Valérie Pécresse (LR).

## Leben

### Ausbildung
Jean-Paul Huchon wuchs in Paris auf und besuchte dort das Lycée Rodin und anschließend das Institut d’études politiques de Paris und die École nationale d’administration, die er in einem Jahrgang mit Claude Guéant, Alain Richard und Jean-Claude Trichet abschloss.

### Politische Karriere
Huchon wurde 1967 Mitglied der PSU, die später in der PS aufging. Von 1971 bis 1978 arbeitete er in den Ministerien für Finanzen sowie für Arbeit und Soziales, bevor er 1977 stellvertretender Bürgermeister von Conflans-Sainte-Honorine unter Michel Rocard wurde, dem er 1994 als Bürgermeister folgte. Daneben arbeitete Huchon ab 1985 ein Jahr lang als Direktor der „Caisse Nationale“ der Crédit Agricole. Er wird bei der Privatisierung der Bank von Edouard Balladur mit den Worten „ich habe Ihren Namen noch nie gehört“ entlassen. Als Rocard 1981 Minister und 1988 Premierminister wurde, folgte Huchon ihm als sein Kabinettsdirektor und blieb bis 1991 in dieser Funktion. Es folgten einige Jahre, in denen er in der Privatwirtschaft arbeitete, vor allem gemeinsam mit François Pinault und als Vizepräsident der Headhunterfirma Progress Associés.

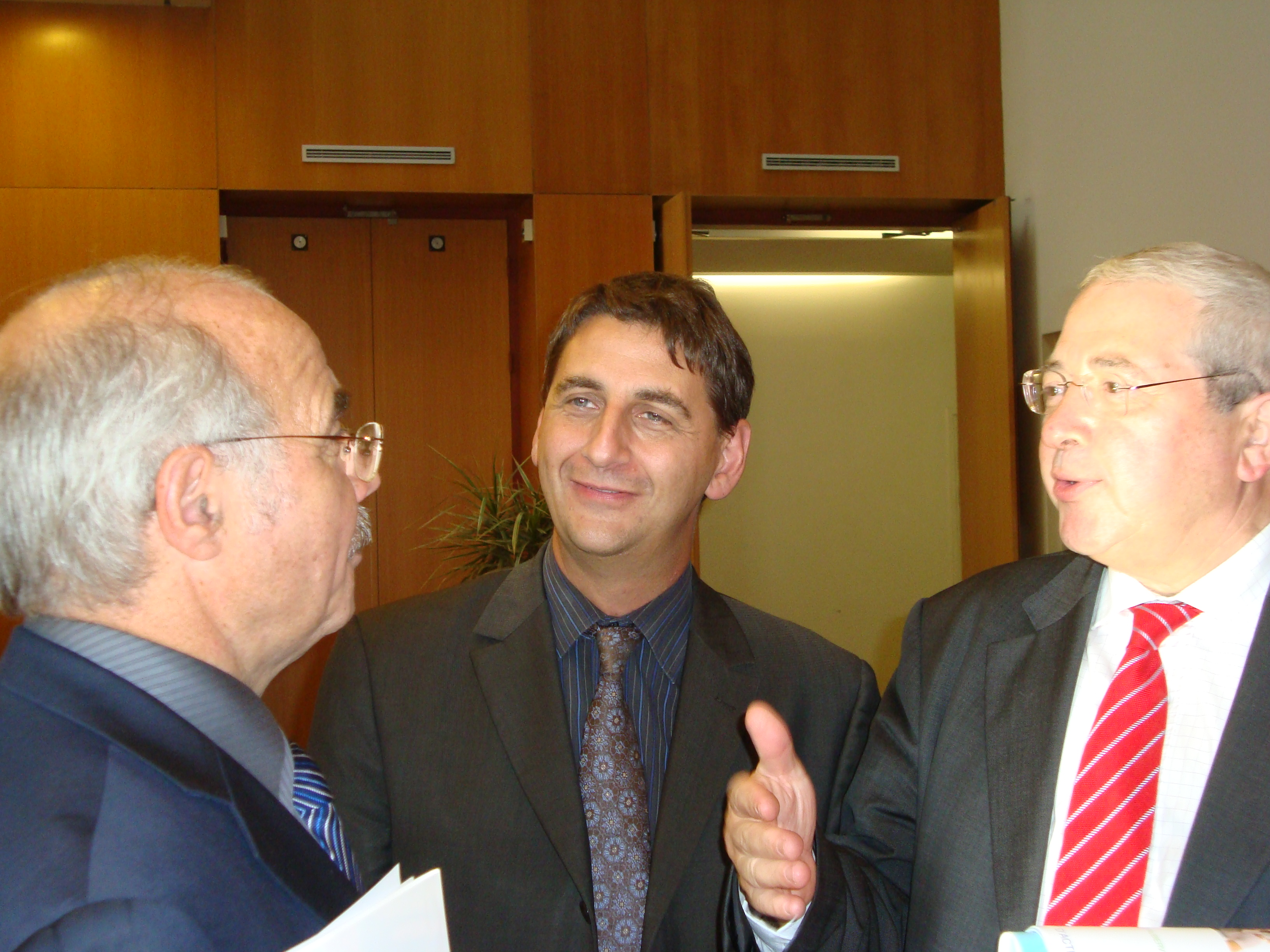
Jacques Salvator, Daniel Goldberg um Jean-Paul Huchon in Aubervilliers (2009).

Die PS gewann 1998 eine relative Mehrheit im Regionalrat der Île de France und Huchon wurde zum Präsidenten des Regionalrats gewählt. Seinen Posten als Bürgermeister von Conflans gab er 2001 auf. 2003 wurde er Mitglied des wissenschaftlichen Beirats der sozialdemokratischen Denkfabrik À gauche, en Europe, die Michel Rocard und Dominique Strauss-Kahn gegründet hatten.
Bei den Wahlen 2004 wird Huchon als Regionalratspräsident wiedergewählt. Ab 2007 fand er sich bei der Überarbeitung der Bauleitplanung für die Île de France (schéma directeur de la région Île-de-France) in Opposition zu Christian Blanc wieder, der für die Regierung von Nicolas Sarkozy unter dem Titel Grand Paris (Groß-Paris) an einem anderen Entwurf für die Entwicklung der Hauptstadtregion arbeitete.
Huchon wird dem eher pragmatisch-sozialdemokratischen Flügel der Partei zugerechnet. In einem Interview mit dem Figaro 2008 rief er die PS dazu auf, mit der „marxistischen Doktrin“ zu brechen.
Bei den Regionalratswahlen 2010 gewann die PS gemeinsam mit ihren Koalitionspartner erneut die Mehrheit und ihr Spitzenkandidat wurde wiedergewählt. Nachdem er in der Vergangenheit in der Öffentlichkeit wenig Bekanntheit genossen hatte und ihm mangelndes Charisma vorgeworfen worden war, gewann er nun an Bekanntheit und präsentierte sich erfolgreich als ruhiger Mann des Ausgleichs.

### Privates
Huchon ist verheiratet. Er ist als Rockfan (von Led Zeppelin bis Coldplay) bekannt.

## Finanzaffäre

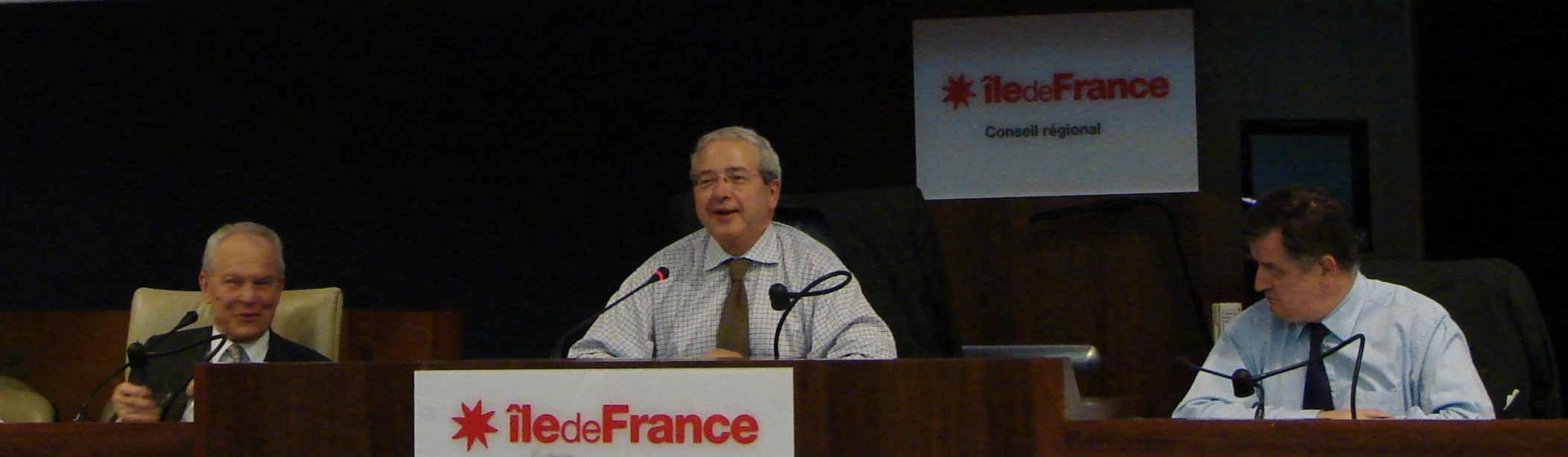
Huchon beim Forum des PME (Forum der kleinen und mittleren Unternehmen) 2009

Im November 2004 wurde auf einen anonymen Brief hin bekannt, dass der Regionalrat 2002 und 2003 Verträge mit den PR-Gesellschaften Image Publique, Sertis und LM Festivals, geschlossen hatte, bei denen Dominique Le Texier, die Frau Huchons, beschäftigt wurde. Huchon und seine Frau wurden wegen prise illégale d'intérêts (etwa: illegale Interessenskonflikte) zu 6 Monaten Haft auf Bewährung, 60.000 Euro Geldstrafe und Verlust des passiven Wahlrechts verurteilt. In der Berufung wurden Haft- und Geldstrafe bestätigt, der Verlust der Wählbarkeit aber aufgehoben.

## Ehrungen
- Offizier der Légion d’honneur
- Ritter des Ordre national du Mérite
- Kommandeur der Mérite agricole

## Veröffentlichungen
- 1972: Le Marché commun contre l’Europe (Der gemeinsame Markt gegen Europa, unter dem Pseudonym Daniel Lenègre)
- 1993: Jours tranquilles à Matignon (Ruhige Tage in Matignon)
- 2002: La Montagne des Singes (Der Berg der Affen)
- 2005: Ceux qui aiment ne peuvent pas perdre (Die, die lieben können nicht verlieren)
- 2008: De battre ma gauche s'est arrêtée, Seuil HC - Essais